# Mausolo

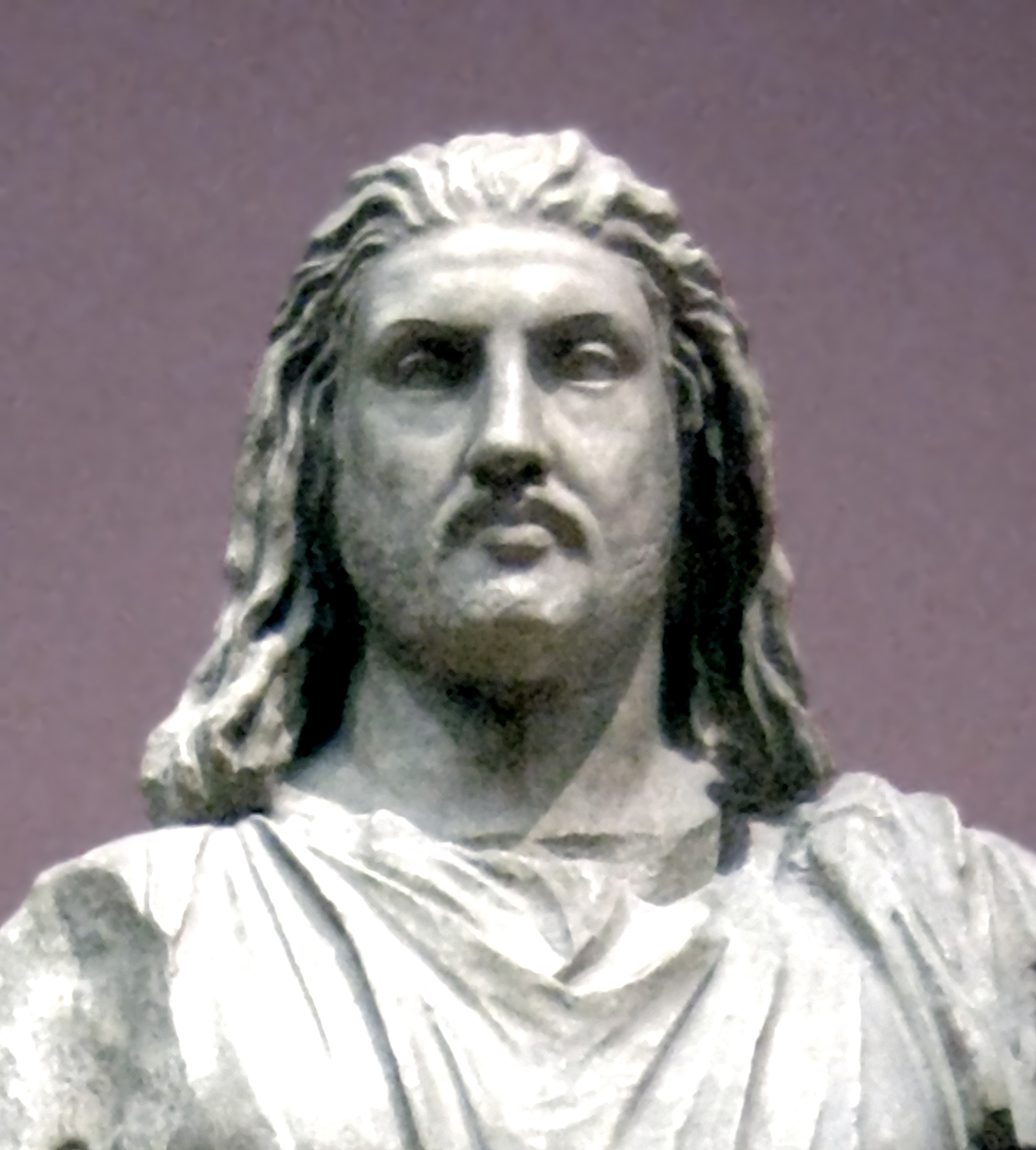
Mausolo, 377–353 a.C. Fundição do museu Pushkin.

Mausolo (Μαύσωλος ou Maussollus; ? — 353 a.C.) foi um sátrapa da Cária em nome do Império Aquemênida. Foi o filho e sucessor de Hecatomno.

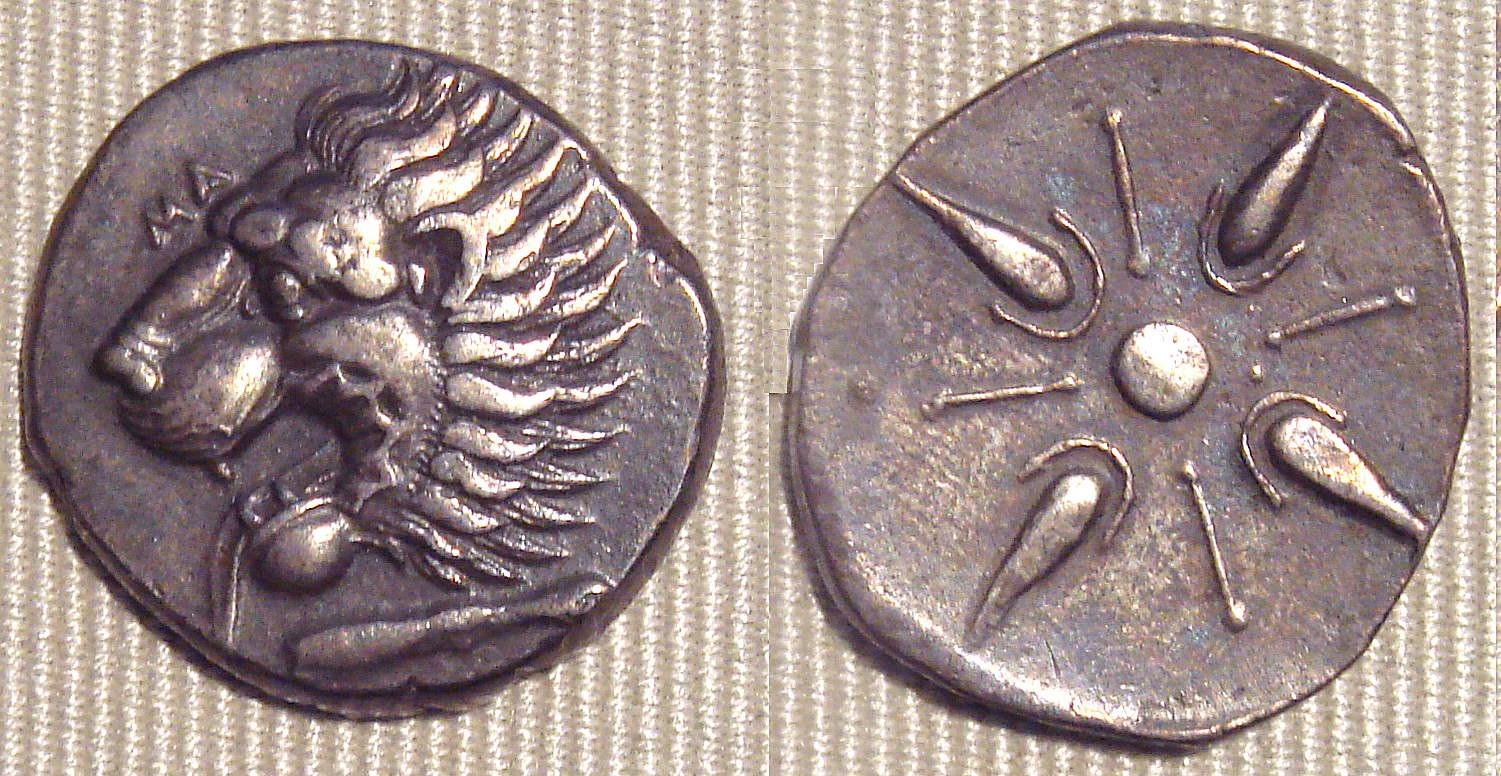
Moedas de Mausolo

Hecatomno teve três filhos, Mausolo, Hidrieus e Pixodaro, e duas filhas, Artemísia e Ada. Mausolo se casou com Artemísia, e Hidrieus com Ada.
Mausolo foi o sucessor de Hecatomno, reinou por vinte e quatro anos, e, morrendo sem filhos, deixou o reino para sua irmã e esposa Artemísia. Depois de Artemísia, reinaram Hidrieus, Ada e Pixodaro, que derrubou Ada. Mais tarde, Ada foi restaurada por Alexandre, o Grande.
Ele participou da revolta contra Artaxerxes Mnemon (362), conquistou uma grande parte da Lícia, Jônia e várias ilhas gregas. Cooperou com Rodes e seus aliados na guerra contra Atenas. Mudou sua capital de Milas, antigo local dos reis da Cária, para Halicarnasso.  

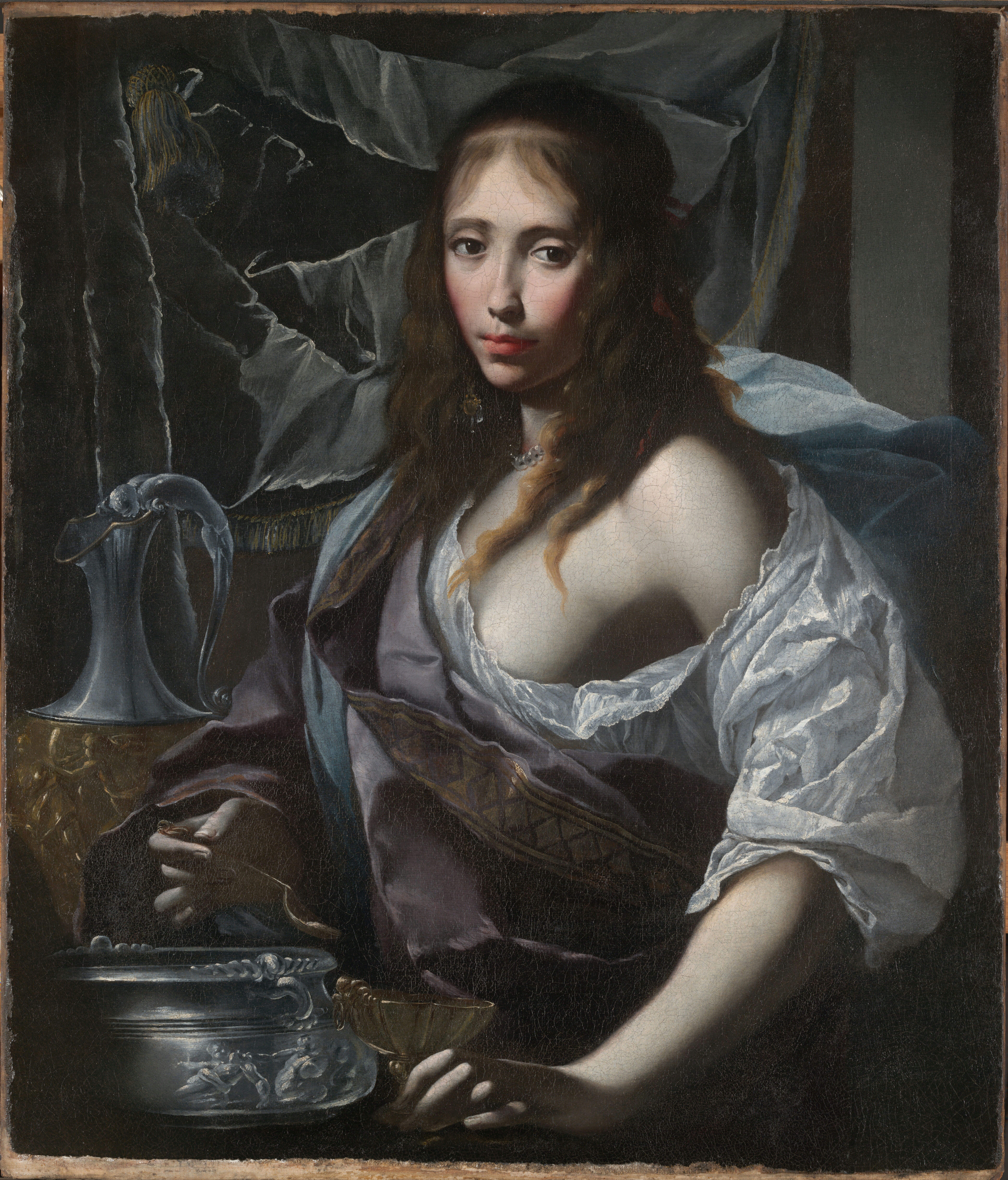
Artemísia II de Cária se preparando para beber as cinzas de seu marido, Mausolo, de Francesco Furini

Ele é mais conhecido pela tumba erigida para ele por sua irmã, Artemísia II de Cária, chamada de Mausoléu de Halicarnasso, uma das Sete Maravilhas do Mundo. Os arquitetos Sátiro e Pítis, e os escultores Escopas, Leocarés, Briáxis e Timóteo, acabaram o trabalho depois da morte de Artemisia. O termo mausoléu tem sido usado geralmente para designar qualquer tumba grande. Alguns de seus destroços podem ainda ser vistos na cidade turca de Bodrum.